# Come On Now Social
Come On Now Social è il settimo album in studio del duo musicale statunitense Indigo Girls, pubblicato nel 1999.

## Tracce
1. Go – 4:05
2. Soon to Be Nothing – 4:29
3. Gone Again – 3:27
4. Trouble – 4:51
5. Sister – 4:58
6. Peace Tonight – 4:11
7. Ozilline – 4:43
8. We Are Together – 3:25
9. Cold Beer and Remote Control – 4:17
10. Compromise – 2:50
11. Andy – 4:01
12. Faye Tucker – 12:01